# William Winde
あWilliam Winde (n. Holanda, Provincias Unidas; 1645 - f. 1722) fue un caballero inglés, arquitecto y militar británico.
Durante su carrera militar se dedicó al estudio topográfico y de las fortificaciones, para posteriormente ocuparse del diseño o la simple dirección de la construcción de casas de campo. Se ha dicho de él que, junto con Hooke, May, Pratt y Talman, es uno de los principales arquitectos ingleses de finales del siglo XVII en la arquitectura de las casas de campo.
De sus trabajos destacan, todos en el Reino Unido:
- Abadía de Coombe, cerca de Coventry.
- Buckingham House (más tarde Palacio de Buckingham), Londres.
- Powis House (más tarde Newcastle House) en Lincoln's Inn Fields, Londres.